# Moğollar
 (août 2024).
Si vous disposez d'ouvrages ou d'articles de référence ou si vous connaissez des sites web de qualité traitant du thème abordé ici, merci de compléter l'article en donnant les références utiles à sa vérifiabilité et en les liant à la section « Notes et références ».
Moğollar (littéralement en turc « les mongols ») est un des groupes pionniers du rock turc à tendance ethnique. Leur but est en fait d'allier musique populaire traditionnelle et pop.

## Biographie
Les membres fondateurs du groupe sont Tahir Nejat Özyılmazel (Neco), Aziz Azmet, Aydın Daruga et Murat Ses. Cependant le groupe verra la liste de ses membres évoluer grandement au cours de son histoire.
En 1971, Moğollar gagne le grand prix du disque de L'Académie Charles-Cros, prix prestigieux remporté auparavant par des groupes tels que Pink Floyd ou encore Jimi Hendrix.
En 1974, après le départ de plusieurs membres, le groupe survit comme duo entre Cahit Berkay et Engin Yörükoğlu, enregistrant cette année-là deux albums. Mais Moğollar finit par être complètement dissous en 1976.
Cahit Berkay, Taner Öngür et Engin Yörükoğlu reforme le groupe en 1993, rejoint par le clavier Serhat Ersöz. Murat Ses quant à lui poursuit une carrière internationale ainsi que divers projets.
En 2007, l'agence publicitaire TBWA décide d'utiliser leur morceau Garip Çoban (composé par Murat Ses, traduit en Lonesome Shepherd — en français, « Le berger solitaire ») dans sa campagne This is Living (« C'est ça la Vie ») pour la PlayStation 3[réf. nécessaire].

## Discographie

### Albums
- 1971 : Anadolu Pop (sorti à l'international sous le titre français Les Danses et Rythmes de la Turquie d'hier à aujourd'hui)
- 1975 : Düm-Tek (sorti à l'international sous le titre Hittit Sun)
- 1976 : Moğollar (sorti à l'international sous le titre Ensemble d'Cappadocia)
- 1994 : Moğollar'94
- 1996 : Dört Renk
- 1998 : 30. Yıl
- 2004 : Yürüdük Durmadan
- 2009 : Umut Yolunu Bulur

### Singles
- Eastern Love / Artık Çok Geç (1968)
- Mektup / Lazy John (1968)
- Everlasting Love / Hard Work (1968)
- Ilgaz / Kaleden Kaleye Şahin Uçurdum (1968)
- Sessiz Gemi / İndim Havuz Başına (1969)
- Dağ Ve Çocuk / İmece (1970)
- Ağlama / Yalnızlığın Acıklı Güldürüsü (1970)
- Garip Çoban / Berkay Oyun Havası (1970)
- Ternek / Haliç'te Güneşin Batışı (1970)
- Hitchin / Behind The Dark (1970)
- Behind The Dark / Madımak / Lorke (1971)
- Hitchin / Hamsi (1971)
- İşte Hendek İşte Deve/Katip Arzuhalim Yaz Yare Böyle (1971)
- Binboğanın Kızı / Ay Osman (1971)
- Yalan Dünya / Kalenin Dibinde (1972)
- Alageyik Destanı / Moğol Halayı (1972)
- Çığrık / Sıla (1972)
- Sor Kendine / Garip Gönlüm (1972)
- Obur Dünya / El Çek Tabib (1973)
- Gel Gel / Üzüm Kaldı (1973)
- Namus Belası / Gurbet (1974)
- Tanrıların Arabaları / Bu Nasıl Dünya? (1974)
- Birlik için Elele / Sevgimin Derdi Albümler (feat. Ali Rıza Binboğa) (1975)

### Best of
- Anılarla Moğollar ve Silüetler (1990)
- Anadolupop 70'li Yıllar (1993)
- Moğollar 1968-2000 (2000)